# Operațiunea grecească a NKVD-ului
Operațiunea greacă a NKVD-ului  (în rusă Греческая Операция, transliterat: Greceskaia Operațiia, în ucraineană Грецька операція, transliterat: Hreț’ska operațiia, în greacă Ελληνική επιχείρηση της Εν Κα Βε Ντε) a fost o represiune în masă a grecilor din Uniunea Sovietică, ordonată de Stalin ca parte a Marii Terori din 15 decembrie 1937 până în noiembrie 1938. Grecii definesc de multe ori aceste persecuții ca fiind un „pogrom” (πογκρόμ)
.
Arestările directe au fost efectuate din decembrie 1937 până la începutul lunii martie 1938. În total, potrivit celor mai recente date, aproximativ 15.000 mii de greci au fost arestați - atât cetățeni ai URSS, cât și cetățeni greci. Principalele regiuni pentru punerea în aplicare a planului pentru greci au fost Ținutul Krasnodar al RSFSR și regiunea Donețk din RSS Ucraineană. Aproximativ 5.200 de persoane de naționalitate greacă au fost arestate în Kuban (aproximativ jumătate dintre ele erau cetățeni ai Greciei), în Donbas - aproximativ 4.500 (aproape toți erau cetățeni ai URSS). În Abhazia și Adjaria, au fost arestați 1.000 de greci. Principalele acuzații au fost de spionaj și activitate contrarevoluționară. Operațiunea grecească a marcat începutul represiunii împotriva grecilor, care avea să dureze timp de 13 ani. Zeci de mii de greci au fost persecutați în timpul deportărilor. Estimările cu privire la numărul grecilor care ar fi decedat în timpul acestei campanii variază de la 15.000 la 50.000 de persoane.
Numărul mare de greci care au emigrat din Uniunea Sovietică în perioada în1937–1939 este considerat ca fiind o consecință a persecuțiilor staliniste împotriva mișcării naționale elene sovietice.

## Istoric
Recensământul sovietic din 1926 a înregistrat 213.765 greci iar cel din 1939 286.000 de greci.
În Uniunea Sovietică au fost executate epurări preliminare împotriva unor etnii care aveau state naționale cu graniță comună cu URSS. Grecia se afla la sute de kilometri depărtare de Uniunea sovietică. În timpul perioadei de  „indigenizare” din anii 1920, comunitățile de greci sovietici s-au dezvoltat, devenind o clasă bogată, predominant rurală. Un rol important în trecerea grecilor sovietici pe lista minorităților naționale suspecte l-a avut restaurarea monarhiei în Grecia în 1935, precum și faptul că, un an mai târziu, în urma unei lovituri de stat, Ioannis Metaxas a ajuns la putere.
Pe 7 august 1932 a intrat în vigoare legea „Cu privire la protecția proprietății socialiste” (cunoscută și sub denumirea de și „legea celor trei spice”). În 1936, Nikolai Ejov l-a înlocuit pe Ghenrih Iagoda în funcția de Comisar al Poporului pentru Afaceri Interne al URSS, iar mașina represivă a început să capete rapid amploare.
La 2 iulie 1937, prin decizia Biroului Politic al Comitetului Central al Partidului Comunist P51/94 „Cu privire la elementele antisovietice”, s-a cerut ca, în termen de cinci zile, să se întocmească liste cu toate persoanele implicate în acțiuni antisovietice care să fie executate sau expulzate. La 30 iulie 1937, Ejov a emis  Ordinul operațional al comisarului poporului pentru afaceri interne al URSS nr. 00447 „Cu privire la operațiunea de reprimare a foștilor culaci, criminali și alte elemente antisovietice”. Pe 9 august 1937 a fost emis Ordinul NKVD Nr. 00485 „Cu privire la lichidarea grupurilor diversioniste și de spionaj poloneze și a grupurilor și organizațiilor POW”(în rusă О ликвидации польских диверсионно-шпионских групп и организаций ПОВ). Mai târziu, obiectivul ordinului a fost extins pentru includerea letonilor, germanilor, estonilor, finlandezilor, grecilor, iranienilor și chinezilor.
Începutul represiunilor a fost stabilit prin Directiva nr. 50215 din 11 decembrie 1937, semnată de Comisarul Poporului pentru Afaceri Interne al URSS N. I. Ejov. Prin aceasta se arăta că NKVD-ul a descoperit și are sarcina să lichideze imediat o rețea largă de organizații naționaliste grecești, de spionaj și diversionism, insurgente și de sabotaj, al căror scop final este eliminarea puterii sovietice în regiunile din Uniunea Sovietică în care grecii sunt numeroși și înființarea unui stat burghez de tip fascist
Textul directivei copiază în mare ordinelor anterioare ale NKVD, care ordonau alte purificări etnice din timpul Marii Epurări: operațiunea letonă, finlandeză, estonă, română și altele. Directiva a indicat clar numărul grecilor care vor fi arestați, câți dintre ei să fie împușcați și trimiși în GULAG pentru 10 ani. Trei zile au fost alocate pentru întocmirea listelor cu nume pentru emiterea mandatelor de arestare. A doua zi după semnarea directivei, (12 decembrie 1937), au avut loc alegeri, în urma cărora mai mulți cetățeni sovietici de etnie greacă au devenit deputați ai Sovietul Suprem al URSS.
La 15 decembrie 1937 a avut primul val de arestări. În prima noapte la Harkov, printre cei peste 30 de greci, NKVD l-a arestat pe Konstantin Fiodorovici Celpan, proiectantul șef al motorului Diesel V12 al tancului T-34, care fusese recent distins cu Ordinul Lenin .
Persecutarea grecilor din URSS a fost efectuată în etape. La început, autoritățile au închis școlile, centrele culturale, teatrele și editurile grecești. Apoi, poliția secretă i-a arestat fără discernământ pe toți bărbații greci cu vârsta de peste 16 ani. Toți grecii care erau bogați sau liber-profesioniști au fost primii care au fost vizați de arestări .
Grecii nu au fost „judecați” de troici, ci de comisii speciale, membri în comisia centrală fiind Nikolai Ejov și procurorul general al URSS Andrei Vîșinski. De multe ori, autoritățile centrale au trimis forțelor locale de poliție ordine telegrafice pentru arestarea unui anumit număr de greci, fără să specifice numele acestora. Cei însărcinați să efectueze arestările au reținut la întâmplare orice persoană cu origini grecești până când se îndeplinea „cota” cerută de autorități. Din închisorile din regiuni, listele cu numele celor arestați („albume”) au fost trimise la Moscova (ca și în cursul operațiunilor naționale anterioare). Oficialii au revizuit rapid listele și au trimis „albume” întregi lui Ejov și Vîșinski pentru semnare. Procesul putea fi reluat cu ocazia emiterii unui nou ordin. Estimările numărului de victime variază: dacă Ivan Gheorghevici Djuha consideră că aproximativ 15.000 de greci au fost executați iar 20.000 deportați în Gulag, Vlasis Agtzidis afirmă că numărul celor morți se ridică la 50.000.
Istoricul marxism Anastasis Gkikas afirmă că operațiunea grecească a NKVD-ului a fost un răspuns la activitățile contrarevoluționare a unei părți a populației sovietice de etnie elenă. Gkikas susține că organizațiile de rezistență antisovietice și-au coordonat acțiunile cu societățile metaxiste din Grecia și au căutat să creeze un stat grec autonom în regiunea Mării Negre. Grecii sovietici s-ar fi implicat în acțiuni de sabotaj, ar fi acumulat ilegal valută străină și ar fi lansat o serie de revolte la scară mică între 1929 și 1931. Gkikas susține în continuare că numărul grecilor deportați în Gulag până în 1942 nu a depășit 2.610 de persoane.
În rândurile grecilor sovietici nu s-a manifestat o activitate contrarevoluționară însemnată. O excepție notabilă a fost anticomunistul Constantine Kromiadi⁠(d), un grec caucazian, care a devenit adjunctul lui Andrei Vlasov în timpul ocupației germane a zonei apusene a Uniunii Sovietice în timpul celui de-al Doilea Război Mondial.

### Reacția Greciei
La începutul anului 1937, grecii reprezentau 95% din numărul total al cetățenilor străini stabiliți în URSS. Mulți dintre ei fuseseră cei care locuiseră în Turcia și care, la începutul secolului al XX-lea, au fost nevoiți să părăsească țara datorită purificărilor etnice din regiunea anatoliană.
În această perioadă, Grecia și Uniunea Sovietică erau legate de un acord comercial, iar guvernul elen nu a vrut să strice relațiile cu un partener strategic din cauza „grecilor ruși” și s-a limitat doar la trimiterea din când în când a unor note oficiale de protest.
Uniunea Sovietică s-a oferit să permită emigrarea grecilor în Grecia, dar Grecia a ezitat să accepte, deoarece i-a considerat pe grecii URSS purtători ai ideologiei comuniste și nu a dorit ca aceasta să se răspândească în țară. În plus, Grecia a trebuit să facă față dificultăți economice generate de valul de refugiați care a apărut ca urmare a  schimburilor de populație dintre Grecia și Turcia din 1923. Cu toate acestea, Grecia a acceptat un număr de numai 10.000 de refugiați, în ciuda faptului că erau cel puțin 40.000 de greci care doreau să primească azil politic. Refuzul a fost justificat de faptul că ambasada Greciei nu au avut capacitatea să emită mii de vize și pașapoarte noi.

## Colaborarea cu puterile Axei
Aproximativ 1.000 de greci originari din Grecia și mai mulți din Uniunea Sovietică, care păreau că doresc să se răzbune pentru persecuțiile etnice ale autorităților sovietice, s-au înrolat în Waffen-SS, în special în diviziile ucrainene. Un caz special a fost cel al grecului originar din Ucraina Sevastianos Foulidis, un anticomunist care fusese recrutat de Abwehr încă din 1938 și care a devenit ofițer al Wehrmachtului, cu o activitate extinsă în domeniul informațiilor și de agitație pe frontul de est</ref>.

## Urmări și comemorarea victimelor

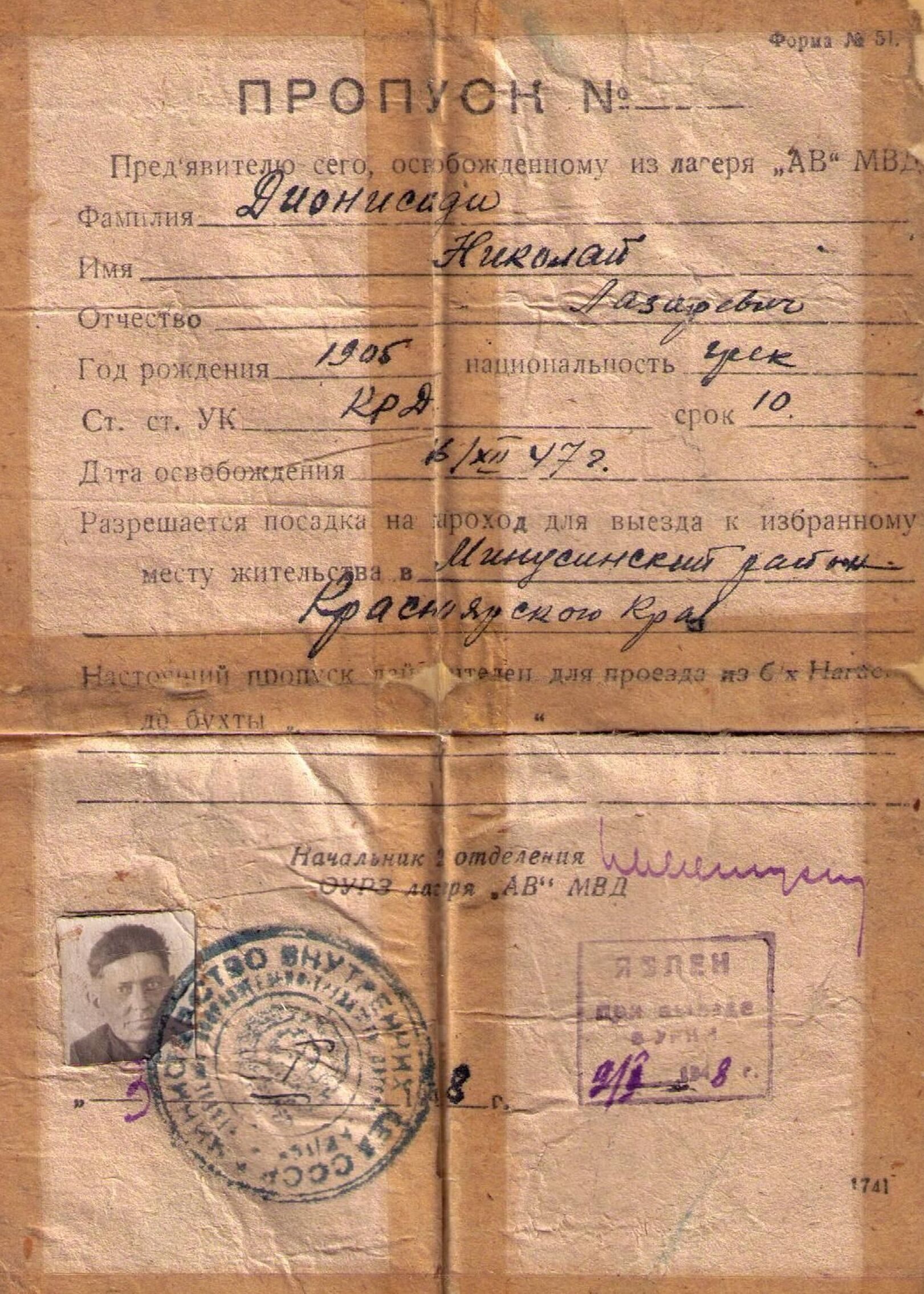
Adeverință prin care se acorda permisiunea îmbarcării dintr-un port al Extremului Orient pe un vapor în vederea emigrării în Grecia. Actul a fost eliberat lui Nicholas Dionisiadi de conducerea lagărului MVD „AV” pe 2 ianuarie 1948

În 1938, 20.000 de greci sovietici au ajuns în Grecia. Între 1965 și 1975, alți 15.000 de greci au emigrat din URSS în Grecia. În 2011 a fost dezvelit un monument în Magadan în amintirea tuturor victimelor elene din Gulag. Spre deosebire de multe alte grupuri etnice „pedepsite”, grecii sovietici nu au fost niciodată  reabilitați oficial de legislația sovietică. La începutul anilor 1990, a apărut o mișcare care a pledat pentru crearea unei noi regiuni autonome grecești în Ținutul Krasnodar, dar aceasta nu a reușit să obțină sprijin din partea populației și a autorităților. Un grec sovietic, născut în 1959, a descris acest rezultat cu următoarele cuvinte:
„Când au început să apară aceste societăți grecești, le-am spus tinerilor că există o societate care ne readuce la viață pe noi, grecii pontici. Știți care a fost răspunsul lor? Ei au spus că, dacă s-ar organiza astfel de societăți, atunci ar trebui să ne așteptăm la o repetare a anului 1937. Atâția greci au fost deportați atunci.”
Grecii sovietici au fost reabilitați oficial, printre alte grupuri etnici printr-o lege a Federației Ruse, modificată prin Decretul nr. 458 din 12 septembrie 2015.